# Boys Meet U (singel)
„Boys Meet U” – ósmy japoński singel południowokoreańskiej grupy SHINee, wydany 21 sierpnia 2013 roku. Osiągnął 2 pozycję w rankingu Oricon i pozostał na liście przez 8 tygodni, sprzedał się w nakładzie 124 232 egzemplarzy.
Singel został wydany w trzech wersjach: dwóch regularnych (CD i CD+DVD) i limitowanej (CD+DVD). Singel zdobył status złotej płyty.
Utwór tytułowy został wykorzystany w programie stacji NTV Sukkiri!! (jap. スッキリ!!).

## Lista utworów
| CD                      |                                                    |                                                                 |                                                    |      |
| Nr                      | Tytuł                                              | Słowa                                                           | Muzyka                                             | Czas |
| 1.                      | "Boys Meet U"                                      | Lindy Robbins, Ian Kirkpatrick, Matt Squire, Sara Sakurai       | Matt Squire, Ian Kirkpatrick                       | 3:15 |
| 2.                      | "Dream Girl" (Japanese ver.)                       | Hidenori Tanaka, agehasprings                                   | Hyuk Shin, DK, Jordan Kyle, Ross Lara, Dave Cook   | 3:10 |
| 3.                      | "Sunny Day Hero"                                   | Tom Hugo Hermansen, Kim Bergseth, Hidenori Tanaka, agehasprings | Kim Bergseth                                       | 3:04 |
| 4.                      | "Boys Meet U" (Instrumental)                       |                                                                 | Matt Squire, Ian Kirkpatrick                       | 3:15 |
| 5.                      | "Dream Girl" (Instrumental)                        |                                                                 | Hyuk Shin, DK, Jordan Kyle, Ross Lara, Dave Cook   | 3:10 |
| 6.                      | "Sunny Day Hero" (Instrumental)                    |                                                                 | Kim Bergseth                                       | 3:04 |
| DVD (edycja regularna)  |                                                    |                                                                 |                                                    |      |
| Nr                      | Tytuł                                              | Tytuł                                                           | Tytuł                                              | Czas |
| 1.                      | "Boys Meet U" (Music Video)                        | "Boys Meet U" (Music Video)                                     | "Boys Meet U" (Music Video)                        |      |
| 2.                      | "Breaking News" (Dance Music Video)                | "Breaking News" (Dance Music Video)                             | "Breaking News" (Dance Music Video)                |      |
| 3.                      | "Breaking News Music Video Shooting Sketch"        | "Breaking News Music Video Shooting Sketch"                     | "Breaking News Music Video Shooting Sketch"        |      |
| DVD (edycja limitowana) |                                                    |                                                                 |                                                    |      |
| Nr                      | Tytuł                                              | Tytuł                                                           | Tytuł                                              | Czas |
| 1.                      | "Boys Meet U" (Music Video)                        | "Boys Meet U" (Music Video)                                     | "Boys Meet U" (Music Video)                        |      |
| 2.                      | "Breaking News" (Music Video)                      | "Breaking News" (Music Video)                                   | "Breaking News" (Music Video)                      |      |
| 3.                      | "Boys Meet U Jacket & Music Video Shooting Sketch" | "Boys Meet U Jacket & Music Video Shooting Sketch"              | "Boys Meet U Jacket & Music Video Shooting Sketch" |      |

## Notowania
| Lista                                      | Pozycja |
| ------------------------------------------ | ------- |
| Oricon Daily Chart                         | 2       |
| Oricon Weekly Chart                        | 2       |
| Oricon Monthly Chart                       | 6       |
| Oricon Yearly Chart                        | 55      |
| Billboard Japan Adult Contemporary Airplay | 31      |
| Billboard Japan Hot Singles Sales          | 2       |
| Billboard Japan Hot 100                    | 7       |
| G-Music Asia Chart                         | 1       |
| G-Music Combo Chart                        | 8       |
| FIVE MUSIC                                 | 2       |
| Hit FM’s Asia Chart                        | 1       |